# Dicliptera procumbens
Dicliptera procumbens är en akantusväxtart som beskrevs av Alexander von Humboldt och Heinrich Friedrich Link. Dicliptera procumbens ingår i släktet Dicliptera och familjen akantusväxter. Inga underarter finns listade i Catalogue of Life.